# Amy Irving
Amy Irving, née le 10 septembre 1953 à Palo Alto (Californie), est une actrice américaine.

## Biographie
Amy Irving est née en 1953 dans une famille d’artistes. Son père, Jules Irving, était réalisateur de film et metteur en scène au théâtre, et sa mère, Priscilla Pointer, est actrice (son père était juif et sa mère fait partie de l’église de science chrétienne). Son frère est l’auteur et metteur en scène David Irving (à ne pas confondre avec l’historien britannique homonyme), et sa sœur est la chanteuse Katie Irving. En outre, elle est la nièce de l'acteur, producteur et réalisateur Richard Irving.
Autour des années 1970, Amy Irving fréquenta une école dramatique à l’American Conservatory Theatre de San Francisco où elle joua dans plusieurs de leurs productions théâtrales. Elle fit aussi un stage à la LAMDA (la London Academy of Music and Dramatic Art) et fit ses débuts à off-Broadway à l’âge de 17 ans.
Elle a été mariée au réalisateur américain Steven Spielberg entre 1985 et 1989 (elle toucha environ 100 millions de dollars de pension lors du divorce).
En 1990, elle eut une aventure professionnelle et sentimentale avec le réalisateur brésilien Bruno Barreto, et ils se marièrent en 1996.
Elle a deux enfants, Max Sammuel (avec Spielberg) et Gabriel (avec Barreto). Elle divorça de Barreto en 2005.

## Filmographie
Les rôles d’Amy Irving à l’écran vont aussi bien de films de Brian De Palma comme Furie (où elle tient le rôle de Gillian Bellaver) et Carrie (où elle tient celui de Susan Snell et joue aux côtés de sa mère, qui elle-même incarne Charlotte Snell, la mère de Susan), qu'au film Yentl en 1983 de Barbra Streisand, pour lequel elle fut nommée aux Oscars, et Harry dans tous ses états en 1997 de Woody Allen.
Dans le film à moitié d’animation Qui veut la peau de Roger Rabbit, elle fut la voix de Jessica Rabbit lors des parties chantées (notamment la chanson langoureuse Why Don't You Do Right).
Depuis 2000 elle est revenue sur le devant de la scène avec des rôles intéressants dans des films et téléfilms, dont Traffic en 2000, Tuck Everlasting en 2002, et un épisode fort de New York, unité spéciale en 2001.
Elle a un rôle récurrent dans la série télévisée Alias en tant qu’Emily Sloane.
Elle joue aussi dans les films : Tuck Everlasting, Trouble jeu, Adam et Paranoïa.
Cinéma
- 1976 : Carrie au bal du diable (Carrie) de Brian De Palma : Sue Snell
- 1978 : Furie (The Fury) de Brian De Palma : Gillian
- 1979 : Silence... mon amour (Voices) de Robert Markowitz : Rosemarie Lemon
- 1980 : Le Concours (The Competition) de Joel Oliansky : Heidi Joan Schoonover
- 1980 : Show Bus (Honeysuckle Rose) de Jerry Schatzberg : Lily Ramsey
- 1983 : Yentl de Barbra Streisand : Hadass
- 1984 : Micki et Maude (Micki & Maude) de Blake Edwards : Maude Guillory
- 1987 : Rumpelstiltskin de David Irving : Katie
- 1988 : La Vie en plus (She's Having a Baby) de John Hughes : elle-même (non créditée)
- 1988 : Qui veut la peau de Roger Rabbit (Who Framed Roger Rabbit) de Robert Zemeckis : Jessica Rabbit (voix)
- 1988 : Izzy et Sam (Crossing Delancey), de Joan Micklin Silver : Isabelle Grossman
- 1989 : Liberian Girl, clip de Michael Jackson : elle-même
- 1989 : Outrages (Casualties of War) de Brian de Palma : la voix d'une femme dans le train (non créditée)
- 1990 : État de force (A Show of Force) de Bruno Barreto : Kate Melendez
- 1991 : Fievel au Far West (An American Tail: Fievel Goes West) : Miss Kitty (voix)
- 1993 : Au bénéfice du doute (Benefit of the Doubt) de Jonathan Heap : Karen Braswell
- 1995 : Kleptomania de Don Boyd : Diana Allen
- 1995 : Call of the Wylie, de Fisher Stevens : Mel (court métrage)
- 1996 : État de force (Carried Away) de Bruno Barreto : Rosealee Henson
- 1996 : I'm Not Rappaport de Herb Gardner (en) : Clara Gelber
- 1998 : Pur et dur (One Tough Cop) de Bruno Barreto : Jean Devlin, agent du FBI
- 1998 : Harry dans tous ses états (Deconstructing Harry) de Woody Allen : Jane
- 1999 : The Confession (en) de David Hugh Jones : Sarah Fertig
- 1999 : Carrie 2 : La Haine (The Rage: Carrie 2) de Katt Shea : Sue Snell
- 1999 : Blue Ridge Fall de James Rowe : Ellie Perkins
- 2000 : Bossa Nova et vice versa (Bossa Nova) de Bruno Barreto : Mary Ann Simpson
- 2000 : Traffic de Steven Soderbergh : Barbara Wakefield
- 2001 : Thirteen Conversations About One Thing de Jill Sprecher : Patricia
- 2002 : Tuck Everlasting de Jay Russell : Mme Foster
- 2005 : Trouble jeu (Hide and Seek) de John Polson : Allison Callaway
- 2009 : Adam de Max Mayer : Rebecca Buchwald
- 2018 : Paranoïa (Unsane) de Steven Soderbergh : Angela Valentini
- 2020 : Le Souffle coupé (A Mouthful of Air) : Bobby Davis

Télévision
- 1975 : The Rookies, épisode Reading, Writing and Angel Dust de Phil Bondelli : Cindy Mullins (saison 4, épisode 2)
- 1975 : Sergent Anderson, épisode The Hit de David Moessinger : June Hummel (saison 2, épisode 13)
- 1975 : Happy Days, épisodeTell It to the Marines de Jerry Paris : Olivia (saison 3, épisode 14)
- 1976 : James Dean, téléfilm de Robert Butler : Norma Jean
- 1976 : Dynasty, téléfilm de Lee Philips : Amanda Blackwood
- 1976 : Panache, téléfilm de Gary Nelson : Anne
- 1976 : Once an Eagle, mini-série de Richard Michaels et E.W. Swackhamer : Emily Pawlfrey Massengale
- 1977 : I'm a Fool, téléfilm de Noel Black : Lucy
- 1983 : Pavillons lointains (The Far Pavilions), mini-série de Peter Duffell : Anjuli
- 1985 : Heartbreak House, captation filmée pour le programme Great Performances : Ellie Dunn
- 1986 : Anastasia (Anastasia : The Mystery of Anna), mini-série de Marvin J. Chomsky : Anna Anderson
- 1989 : Nightmare Classics, épisode Le Tour d'écrou (The Turn of the Screw) de Graeme Clifford : la gouvernante
- 1994 : La Quatrième Dimension : L'ultime voyage (Twilight Zone: Rod Serling's Lost Classics) de Robert Markowitz : la femme du cinéma
- 1998 : Stories from My Childhood, épisode Beauty and the Beast de Lev Atamanov : Anastasia (voix) (saison 1, épisode 10)
- 1999 : Spin City, épisode The Great Debate de Andy Cadiff : Lindsay Shaw (saison 4, épisode 7)
- 2001 : New York, unité spéciale (Law and Order: Special Victims Unit) : Rebecca Ramsey (saison 3, épisode 1)
- 2001 : F. Scott Fitzgerald: Winter Dreams, documentaire de DeWitt Sage (voix)
- 2001-2004 : Alias, série télévisée créée par J. J. Abrams : Emily Sloane (saison 1, épisodes 15, 16, 20, 21 & 22 / saison 2, épisodes 6, 12 & 18 / saison 4, épisode 19)
- 2010 : Dr House, épisode Comme dans un livre (Unwritten) de Greg Yaitanes : Alice Tanner (saison 7, épisode 3)
- 2013 : Zero Hour, série télévisée créée par Paul Scheuring : Mélanie Lynch
- 2015 :  The Good Wife, épisode Le Temps de l’innocence (Innocents) de Jim McKay : Phyllis Zovatto (saison 7, épisode 2)
- 2018 : The Affair épisode Aux origines (Episode 4.05) de Jessica Yu : Nan Pocino (saison 4, épisode 5)
- 2019 : Soundtrack, épisodes Track 4: Margot and Frank et Track 7: Sam and Frank de Joe Swanberg : Polly (saison 1, épisode 4 & 7)

### Productrice
- 1996 : État de force (Carried Away) de Bruno Barreto : Rosealee Henson

## Récompenses et nominations
Amy Irving a reçu une nomination aux Oscars du cinéma en tant que meilleur second rôle pour sa prestation dans le film Yentl, des nominations aux Golden Globes pour les films Anastasia : The Mystery of Anna et Crossing Delancey, et un Obie Award pour son rôle au théâtre dans The Road to Mecca.
Elle a la particularité d’être l'une des deux seules personnes nommées à la fois aux Oscars et aux Razzie Awards pour un même film : soit pour le meilleur second rôle d'un côté et le pire de l'autre avec Yentl. Seul James Coco avait réalisé cet exploit avant elle grâce à Only When I Laugh.

## Chanteuse
- 1980 : Show Bus (Honeysuckle Rose)
- 1987 : Rumpelstiltskin
- 1988 : Roger Rabbit
- 1991 : Feivel Goes West